# Кот, проходящий сквозь стены
«Кот, проходящий сквозь стены» (англ. The Cat Who Walks Through Walls) — научно-фантастический роман Роберта Хайнлайна 1985 года. Относится к циклам «Мир как миф» и «Дополнительная история будущего».

## Содержание
Роман обладает сложным сюжетом, в котором переплетаются герои и сюжетные линии многих предыдущих произведений Хайнлайна, в частности, «Число Зверя», «Луна — суровая хозяйка», «Достаточно времени для любви». Название отсылает к котёнку Пикселю, который имеет необъяснимое свойство оказываться вместе с главным героем, в каком бы мире и вселенной он ни находился.
Главный герой — писатель, полковник в отставке Колин Кэмпбелл, который после ранения живёт на орбитальной станции «Golden Rule», обращающейся по орбите вокруг Луны. В самом начале к нему подошёл незнакомец, который немедленно был убит, после чего некие непонятные силы начали за Кэмпбеллом охоту, и ему пришлось поспешно бежать вместе с Гвендолин Новак — дамой, за которой он ухаживал. После побега на Луну выясняется, что там давно возникло тоталитарное государство, осуществляющее слежку за всеми. После многих злоключений Гвендолин сообщает, что является Хэзел Стоун — участницей революции на Луне (а также героиней романа «Космическое семейство Стоун»). От убийц Колина и Гвендолин спасает Корпус Времени — организация, задачей которой является поддержание порядка во всех временах и вселенных. Глава Корпуса — Лазарус Лонг, он же — биологический отец Колина. Кэмпбеллу предстоит вернуться на Луну, чтобы эвакуировать оттуда закуклившегося Майка — суперкомпьютера, который организовал лунную революцию (из романа «Луна — суровая хозяйка»). Однако он вынужден вступить в противоборство с неизвестной силой, которая не хочет изменения реальности. Финал романа открытый — Гвендолин тяжело ранена, Кэмпбеллу отстрелили ногу, но Майка удалось передать в параллельную реальность Лазаруса Лонга. Умирающий Колин надиктовывает свою историю в записывающее устройство, так закольцовывается сюжет.

## Критика
Дэйв Лэнгфорд написал рецензию на книгу «Кот, проходящий сквозь стены» для журнала White Dwarf.